# Fundering op staal

Fundering op staal,
1 = maaiveld, 2 = funderingssloven, 3 = kruipruimte, 4 = begane grond

Fundering op staal is een funderingswijze waarbij de muren of wanden, meestal door tussenkomst van een verbrede voet, rechtstreeks op de draagkrachtige bodem rusten.
De verbrede voet is nodig wanneer de door de muur uitgeoefende druk groter is dan het draagvermogen van de ondergrond. Op deze manier wordt ook de stabiliteit van de muren vergroot. De aanleg (onderkant van de fundering) moet vorstvrij zijn om opvriezen te voorkomen. Het draagvermogen van de ondergrond wordt bepaald met sonderingen.
De benaming fundering op staal heeft niets te maken met het materiaal staal. De term komt uit het Oudgermaans stal en Oudfrans estal, wat stand, vaste plaats of staan op, rusten op betekent, vergelijk met opstal. Staal betekent eigenlijk, ondergrond, harde bodem. Vroeger werd de bodem bij de aanvang van de bouw afgegraven tot het funderingsniveau en werd een deskundige geraadpleegd die de 'staal' (monster) van de grond beoordeelde en adviseerde of deze ondergrond geschikt was om op te bouwen.
In de Eurocode 7 is vastgelegd dat een fundering op staal niet dieper dan vijf maal zijn kleinste dwarsafmeting mag zijn aangelegd. De breedte en hoogte van de funderingsvoet kan als volgt berekend worden:
| {\displaystyle b={\frac {F}{p_{\mathrm {gr} }}}} |  | F = belasting in kN/m pgr = gronddruk in N/mm² |
| {\displaystyle h={\tfrac {1}{2}}(b-a)}           |  | b = breedte voet a = breedte metselwerk        |
Een fundering op staal is vaak goedkoper dan een fundering op palen, maar vereist een goede ondergrond. Bij klei en veenachtige gebieden is het vaak niet goed mogelijk om een fundering op staal te realiseren, omdat de zettingen hier te groot zouden worden. Een fundering op staal is in gebieden met een ondergrond van zand wel goed mogelijk. De maximale diepte die men de grond in gaat bij deze funderingsmethode hangt af van de opbouw van de grond en de geometrie van het gebouw. Zo zal men bij kelderconstructies dieper kunnen funderen dan bij gebouwen zonder noemenswaardige onderbouw. Eventueel kan men een grondverbetering toepassen.
Bij funderen op staal worden traditioneel sleuven gegraven tot op circa 80 cm beneden het maaiveld. De aanleg van de fundering is op deze diepte vorstvrij. Bij erg strenge winters komt de vorst niet onder de fundering. In deze sleuven wordt meestal een kantplank gesteld waartussen de wapening komt. Daarna wordt beton gestort en afgewerkt tot bij de bovenkant van de kantplanken. Als het beton voldoende is uitgehard kunnen de funderingsmuren worden opgemetseld tot aan de onderkant van de vloer. Daarop komen de vloeren te liggen, en precies boven de fundering komen de dragende muren van het gebouw te staan.
Funderen op staal wordt in Nederland voornamelijk toegepast bij kleinere bouwwerken.
Aangezien dit toch een vrij bewerkelijke methode is wordt de bouwput tegenwoordig meestal machinaal uitgegraven tot de vorstvrije diepte en wordt gebruikgemaakt van funderingselementen van piepschuim die op de juiste breedte worden afgesteld en na het plaatsen van de (prefab) wapening worden volgestort. Het piepschuim zorgt hierbij meteen voor isolatie, zodat er geen uitstraling van warmte uit het bouwwerk via de kruipruimte en de fundering kan plaatsvinden.
Ook kan een fundering op staal nog steeds (ouderwets) geheel uit baksteen opgemetseld worden.

## Funderingsinspectie
Bij twijfel aan de kwaliteit van funderingen op staal kunnen inspecties aan de fundering worden uitgevoerd. Hierbij worden onderdelen van de fundering vrijgegraven en geïnspecteerd. Tevens kan worden gekeken naar gegevens omtrent de bouwwijze van de fundering, de mate waarin het pand is gezakt, de richting waarop het pand is gezakt (voorover, achterover) en de opbouw van de ondergrond.
fundering op staal · fundering op putten · grondverbetering · paalfunderingen (lijst van funderingspaalsystemen) · verdichten